# Newcastle (Shropshire)
Pour les articles homonymes, voir Newcastle.
Newcastle est un village du Shropshire, en Angleterre. La paroisse civile  qui le couvre se nomme Newcastle on Clun.